# 負の確率
負の確率（ふのかくりつ、英: negative probability）や擬確率（ぎかくりつ、英: quasiprobability）は、確率の値が0から1までの値にならない外確率の一つ。実験の結果としては得られないものの、現象の仮説として計算値に設定したり、数学的な推論によって擬確率分布を定義でき、真の実験結果を得る手法を探る上で有用な場合がある。擬確率分布は観測不能な事象や、予測的な場合に使う条件付き確率に応用可能である。

## 数理物理
1942年のポール・ディラックの論文「量子力学の物理的解釈」に負のエネルギーや負の確率の概念が登場する。
負のエネルギーや負の確率をナンセンスな概念と考えてはならない。充分に定義された数学の概念であるからだ、負の金額のように。
負の確率の概念は後に物理学や量子力学で関心をひくようになる。リチャード・ファインマンは－３個のリンゴが現実で有効な概念ではないように、負の数を計算で使う物体はない、ただし負の金額は有効だが、と議論した。さらに彼は負の確率が、１以上の確率の計算に有用かもしれないと論じた。
マーク・バーギンは異なる例を挙げている。
英語に通じるA氏がテキストTを書いていると考えてみたい。テキストT中に「texxt」や「wrod」が現れる確率はいかほどか。通常の確率論によれば0である。しかし、弘法も筆の誤り、誤植が生じることもある。だがすぐに訂正されるにちがいない。確率論を拡張して、テキストT中に「texxt」が出現する確率を-0.1とする。これは「texxt」が誤植で生じることがあるが、訂正された現在のテキストT中にはないことを意味する。"—Mark Burgin、Burgin, Mark (2010). "Interpretations of Negative Probabilities". arXiv:1008.1287 [physics.data-an]。
それからしばらく、負の確率はいくつかの問題や矛盾を解くために提案された。2005年のG.J.セーケイによる半分枚のコインは簡単な例である。このコインは無限に多くの側面を持ち、それぞれの面に０,１,２,...と番号が振ってあり、正の偶数の出現は負の確率をとる。２枚の半コインを弾くと合計はそれぞれ確率1/2で０か１であるから、通常のコインを１枚弾いたのと同じである。
「非負定義関数の畳み込み係数」と「代数確率論」 の中でルージャとセーケイは、確率変数Xが負の確率を含む符号付確率分布または擬確率分布をもつとき、確率変数Xは X+Y=Z として２つの独立した確率変数YとZを伴うことを証明した。X=Z-Y であるから、Xは２つの確率変数ZとYの「差分」ととらえられる。YがXの測定誤差で観測値がZのとき、Xの分布のうちの負の部分は誤差Yによって隠れるのである。

### ウィグナー関数
他にも例として、1932年にユージン・ウィグナーが量子誤り訂正の研究で提案した位相空間上の擬確率分布であるウィグナー関数が挙げられる。1945年バートレットはウィグナー分布が負の値をもつことに数理論理的な矛盾がないことを見出した。ウィグナー関数は量子光学分野でよく利用され、位相空間量子化の基礎となっている。また、量子干渉のある場合に負値となることから、量子干渉があることをわかりやすく示すことができる。ウィグナー関数が負値をとる領域は、量子論の不確定性原理により直接観測することが困難なほど小さいが、可観測量の期待値を求めるときに利用されている。

## ファイナンス
最近になって負の確率は数理ファイナンスに応用されるようになった。計量ファイナンスにおいてはほとんどの確率はリスクニュートラル確率として知られる正の確率や擬確率である。確率論上の一連の仮定の下で、正の確率だけでなく負の確率も許す擬確率を使うと計算を単純にできることを、2004年にエスペン・ガーダー・ハウグが世界で初めて指摘した。負の確率の厳密な数学的定義や数学的性質はバーギンとマイスナーによって2011年に得られた。その論文では負の確率がオプション評価にどのように応用されているか紹介されている。